# Antrocephalus hakonensis
Antrocephalus hakonensis är en stekelart som först beskrevs av William Harris Ashmead 1904.  Antrocephalus hakonensis ingår i släktet Antrocephalus och familjen bredlårsteklar. Inga underarter finns listade i Catalogue of Life.